# Banque russo-asiatique
La Banque russo-asiatique (BRA, en russe Русско-Азиатского банка) est un établissement financier franco-russe, fondé en 1895 et disparu en 1926.

## Histoire

### 1895-1910: Banque russo-chinoise
La banque est créée à Saint-Pétersbourg sous le nom de Banque russo-chinoise, par un oukase de 1895, afin d'assurer un prêt à la Chine (qui devait rembourser la dette qu'elle avait contractée auprès du Japon dans le cadre du traité de Shimonoseki). La création de la banque est due au comte Serge Witte, le ministre des finances russe, et au diplomate français Auguste Gérard. Le capital de la banque est divisé entre les Russes (37,5%) et des intérêts français dominés par la Banque de Paris et des Pays-Bas(62,5%). Le comité de directeurs est alors basé à Paris, et le comité exécutif à Saint-Pétersbourg.
En 1898, elle obtient la construction et l'exploitation pendant quatre-vingts ans du chemin de fer de l'Est chinois, de Tchita à Vladivostok (en russe, Kitaysko-Vostochnaya Zheleznaya Doroga). Cet investissement revêt un caractère stratégique pour la Russie qui cherche à développer son influence dans les chemins de fer sibériens et mandchouriens, et de se doter d'un bras financier dans la région. Le 12 mars 1898, une première succursale est ouverte à Shanghai.

### 1910-1917: Banque russo-asiatique
En janvier 1910, la Banque russo-chinoise fusionne avec la Banque du Nord (Severnyi bank), un réseau d'agences affilié à la Société générale présent en Russie depuis septembre 1901. Le directeur de la Banque du Nord, Maurice Verstraëte, diplomate de formation, devient le directeur de la nouvelle structure. La nouvelle direction réduit le nombre d'agences du nouveau groupe de 108 à 99, et les méthodes de la Société générale y sont appliquées.
Avant la Première Guerre mondiale, l'enseigne est la neuvième banque la plus riche de Russie, et possède 100 agences dans le pays, et 20 autres à l'international. Elle émet ses propres obligations sur le marché. En 1912, elle est la première banque russe en termes de dépôts, deuxième en termes de fonds propres, et troisième pour les avances sur titres.

### 1917-1926: Nationalisation bolchévique et faillite
Elle est nationalisée par le régime bolchévique en 1917. Le nouveau régime provoque la fuite du pays de la plupart de la direction, dont Aleksei Putilov (en) et son directeur Maurice Verstraete. Les actionnaires français, détenteurs de 75 % du capital de la banque (parts évalués à 150 millions de francs), craignent que le nouveau pouvoir soviétique ne s'approprie également le concession du chemin de fer de l'Est chinois. Les relations se tendent, la banque devient pour le ministère français des Affaires étrangères l'un des principaux axes de sa politique anti-bolchévique. Durant les années 1920, la banque est au cœur des déboires diplomatiques franco-russes, mais sa structure s'effrite graduellement, et le 27 septembre 1926, la banque se déclare en faillite.

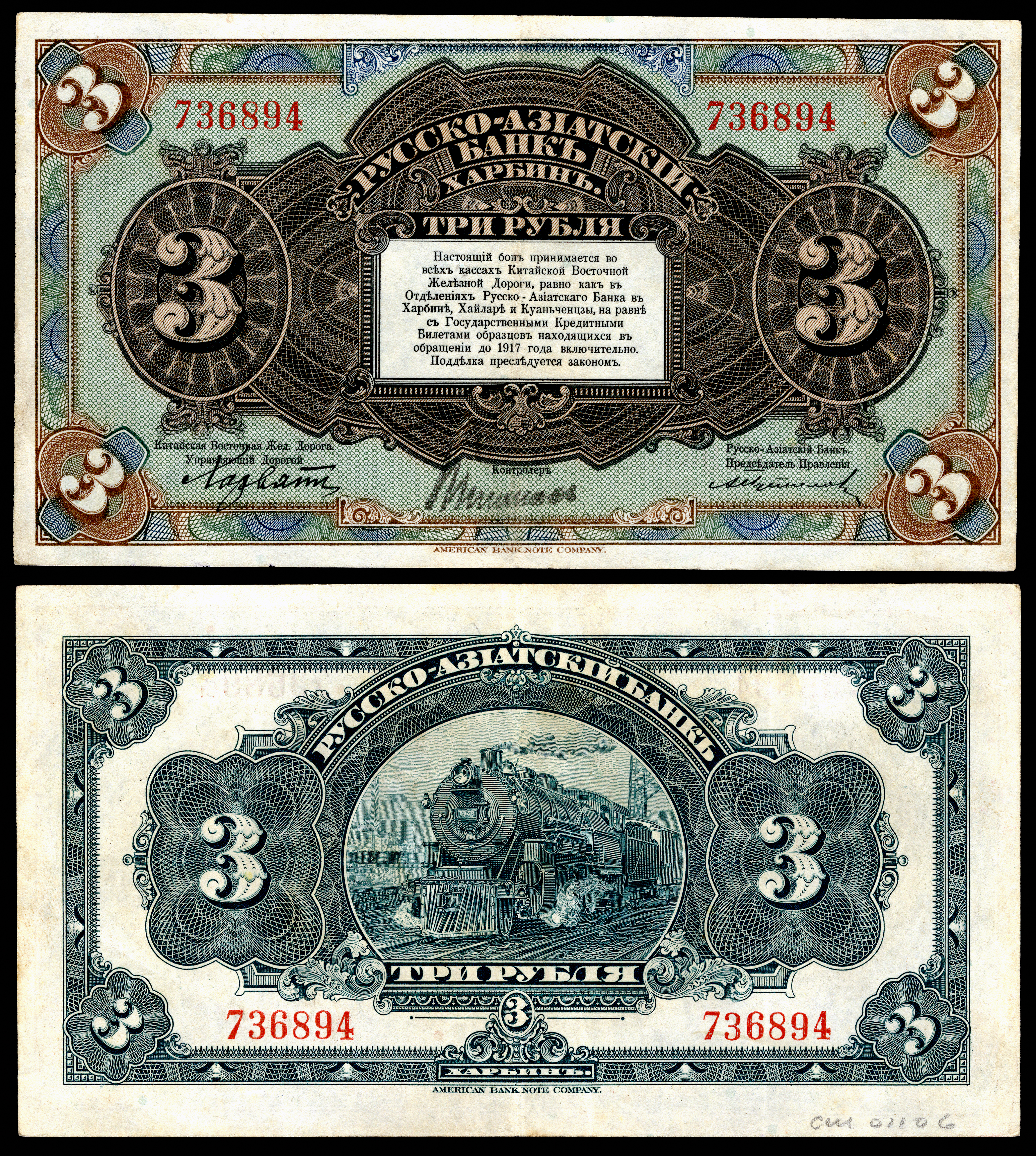
Billet de 3 roubles « Harbin », recto-verso, 1917.

En 1919, la France tente de rallier les intérêts des russes en exil, dont Karol Jaroszyński (en), et entreprend une recapitalisation de la branche gérant le chemin de fer de l'Est chinois. La restructuration pourrait naître d'une entente entre la Banque de Paris et des Pays-Bas et la Société générale, mais échoue en 1920. L'année suivante, Putilov se rapproche de Leonid Krassine, qui vient de fonder à Paris, au nom de Moscou et des communistes, la Banque commerciale pour l'Europe du Nord ; Putilov tente par là de sauver ses intérêts et ceux de ces alliés en exil. En 1924, le Gouvernement de la République de Chine prend en main la gestion du chemin de fer de l'Est chinois et finit par signer un accord avec les Soviets. La banque est déclarée insolvable le 27 novembre 1926.
Les intérêts de la banque en Extrême-Orient sont alors repris par la Banque de New York.

## Émissions monétaires
Comme de nombreuses établissements financiers, la BRA a émis des billets de banque en 1910 et 1917, destinés à circuler dans les concessions étrangères en Chine où elle disposait d'une succursale, ainsi que pour la région du Xinjiang (Turkestan oriental). Elle fit imprimer aussi des coupures libellées en rouble destinées aux Armées légalistes durant la Guerre civile russe (1917).

## Sources
- Jean Lambert-Dansette, Histoire de l'entreprise et des chefs d'entreprise en France:L'entreprise entre deux siècles (1880-1914) - Les rayons et les ombres -, Volume 5, 2009
- Sean McMeekin, History's Greatest Heist: The Looting of Russia by the Bolsheviks, 2005